# 格罗尼亚尔多
格罗尼亚尔多（義大利語：Grognardo），是意大利亚历山德里亚省的一个市镇。总面积9.33平方公里，人口299人，人口密度32.0人/平方公里（2009年）。ISTAT代码为006084。